# 日南市
日南市（日语：／ Nichinan shi */?）是位于日本宮崎縣南部的城市。有九州的小京都之稱。
轄區位於鰐塚山地的周邊，轄區約有百分之七十七為森林地，特產是飫肥杉，是過去治理此地的飫肥藩進行造林而成。

## 人口
| 日南市人口分布圖 |                                               |  |
| 日南市與日本全國年齡別人口分布比較圖 （2005年資料） | 日南市的年齡、男女別人口分布圖 （2005年資料） |  |
| ■紫色是日南市 ■綠色是全国 | ■藍色是男性 ■紅色是女性                       |  |
| 日南市人口變化 \| 1970年 \| 72,231人 \| \| \| 1975年 \| 70,768人 \| \| \| 1980年 \| 72,785人 \| \| \| 1985年 \| 71,535人 \| \| \| 1990年 \| 68,176人 \| \| \| 1995年 \| 65,809人 \| \| \| 2000年 \| 63,421人 \| \| \| 2005年 \| 60,914人 \| \| \| 2010年 \| 57,689人 \| \| \| 2015年 \| 54,090人 \| \| \| 2020年 \| 50,848人 \| \| |                                               |  |
| 資料來源：日本總務省統計中心提供之人口普查數據 |                                               |  |
| 1970年 | 72,231人                                      |  |
| 1975年 | 70,768人                                      |  |
| 1980年 | 72,785人                                      |  |
| 1985年 | 71,535人                                      |  |
| 1990年 | 68,176人                                      |  |
| 1995年 | 65,809人                                      |  |
| 2000年 | 63,421人                                      |  |
| 2005年 | 60,914人                                      |  |
| 2010年 | 57,689人                                      |  |
| 2015年 | 54,090人                                      |  |
| 2020年 | 50,848人                                      |  |

## 歷史
過去在戰國時代由於具有天然的良港油津港而建了飫肥城，原本是屬於島津氏的屬城，但在1484年開始遭到統治日向國北部的伊東氏攻佔，其後近一百年之間都成為兩方爭奪的地區；最後原本是由島津氏獲得勝利，但在九州征伐後，因伊東氏獲得豐臣秀吉的支持，飫肥城被封為伊東氏的領地。
日南市最初是在1950年1月1日由南那珂郡飫肥町、吾田町、油津町和東鄉村合併而成，由於位於舊日向國南部，因此命名為「日南」。

### 年表
- 1889年5月1日：實施町村制，現在的轄區在當時分屬飫肥村、南鄉村、細田村、吾田村、東鄉村、鵜戶村、酒谷村、榎原村、南鄉村、北鄉村。
- 1900年1月1日：飫肥村改制為飫肥町。
- 1940年12月1日：南鄉村改制為南鄉町。
- 1941年1月1日：細田村改制為細田町。
- 1948年5月3日：吾田村改制為吾田町。
- 1950年1月1日：油津町、飫肥町、吾田町、東鄉村合併為日南市。
- 1955年2月11日：細田町和鵜戶村被併入日南市。
- 1956年4月1日：
  - 酒谷村被併入日南市。
  - 榎原村廢除，轄區分別被併入南鄉町和日南市。
- 1959年1月1日：北鄉村改制為北鄉町。
- 2009年3月30日：北鄉町、南鄉町與日南市合併為新設置的日南市。

| 1889年以前 | 1889年5月1日 | 1889年 - 1944年            | 1945年 -                   | 1954年                     | 1955年 - 1988年           | 1989年 - 現在        | 現在                 |
| ---------- | ------------ | -------------------------- | -------------------------- | -------------------------- | ------------------------- | -------------------- | -------------------- |
|            | 北鄉村       | 北鄉村                     | 北鄉村                     | 北鄉村                     | 1959年1月1日 改制為北鄉町 | 2009年3月30日 日南市 | 2009年3月30日 日南市 |
|            | 油津町       | 油津町                     | 油津町                     | 1950年1月1日 日南市        | 1950年1月1日 日南市       | 2009年3月30日 日南市 | 2009年3月30日 日南市 |
|            | 吾田村       | 吾田村                     | 1948年5月3日 改制為吾田町  | 1950年1月1日 日南市        | 1950年1月1日 日南市       | 2009年3月30日 日南市 | 2009年3月30日 日南市 |
|            | 飫肥村       | 1900年1月1日 改制為飫肥町  | 1900年1月1日 改制為飫肥町  | 1950年1月1日 日南市        | 1950年1月1日 日南市       | 2009年3月30日 日南市 | 2009年3月30日 日南市 |
|            | 東鄉村       |                            |                            | 1950年1月1日 日南市        | 1950年1月1日 日南市       | 2009年3月30日 日南市 | 2009年3月30日 日南市 |
|            | 細田村       | 1941年1月1日 改制為細田町  | 1941年1月1日 改制為細田町  | 1941年1月1日 改制為細田町  | 1955年2月11日 併入日南市  | 2009年3月30日 日南市 | 2009年3月30日 日南市 |
|            | 鵜戶村       |                            |                            |                            | 1955年2月11日 併入日南市  | 2009年3月30日 日南市 | 2009年3月30日 日南市 |
|            | 酒谷村       | 酒谷村                     | 酒谷村                     | 酒谷村                     | 1956年4月1日 併入日南市   | 2009年3月30日 日南市 | 2009年3月30日 日南市 |
|            | 榎原村       |                            |                            |                            | 1956年4月1日 併入日南市   | 2009年3月30日 日南市 | 2009年3月30日 日南市 |
| 南鄉町     |              |                            |                            |                            |                           | 2009年3月30日 日南市 | 2009年3月30日 日南市 |
|            | 南鄉村       | 1940年12月1日 改制為南鄉町 | 1940年12月1日 改制為南鄉町 | 1940年12月1日 改制為南鄉町 |                           | 2009年3月30日 日南市 | 2009年3月30日 日南市 |

## 交通

### 鐵道
- 九州旅客鐵道
  - 日南線：伊比井車站 - （北鄉町轄區內兩車站） - 飫肥車站 - 日南車站 - 油津車站 - 大堂津車站

### 道路
高速道路
- 東九州自動車道：日南北鄉交流道（日语：日南北郷インターチェンジ） - 日南東鄉交流道（日语：日南東郷インターチェンジ）

## 觀光資源

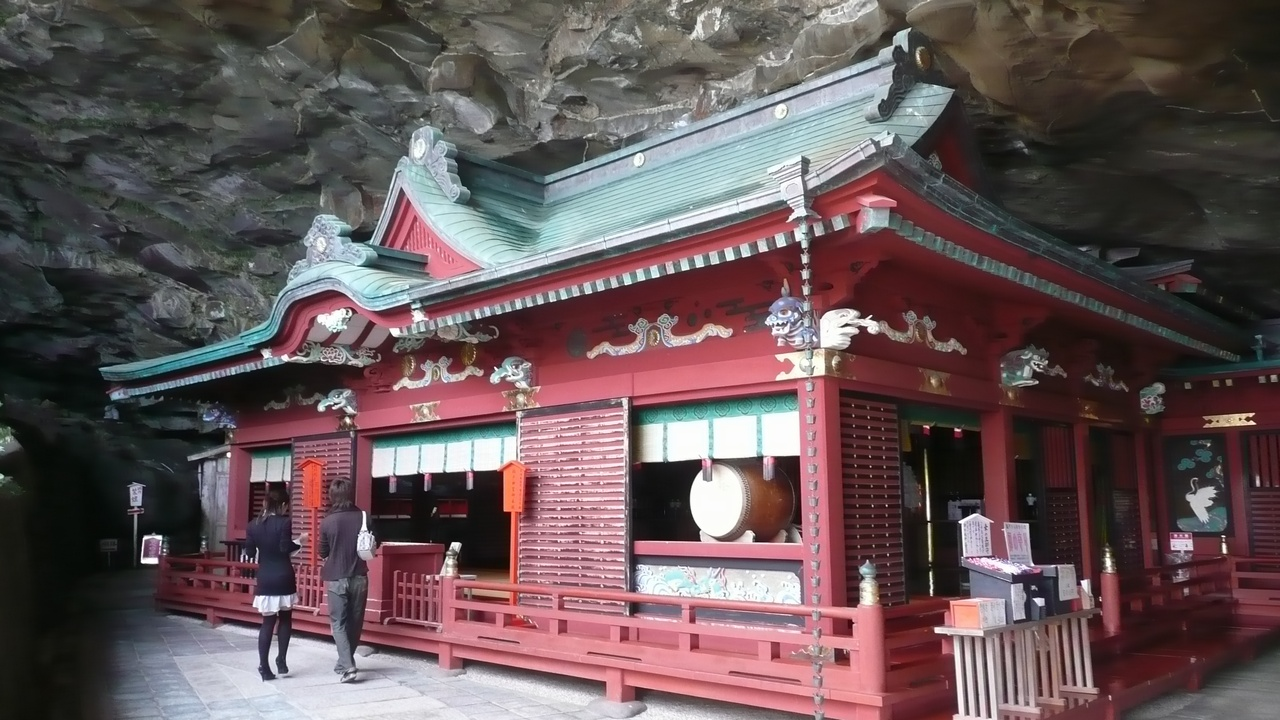
鵜戶神宮御本殿

### 景點
- 日南海岸國定公園
- 飫肥城
- 飫肥城鎮街道
- 伊東家歷代廟所
- 鵜戶神宮
- 堀川運河

## 教育
高等學校
- 宮崎縣立日南高等學校（日语：宮崎県立日南高等学校）
- 宮崎縣立日南振徳高等學校（日语：宮崎県立日南振徳高等学校）
- 日南學園中學校及高等學校

## 姊妹、友好都市

### 日本
- 犬山市（愛知縣）
- 那霸市（沖繩縣）

### 海外
- 朴次茅斯（美國新罕布夏州）

## 出身有名人
- 小村壽太郎：前日本外務大臣、朴次茅斯和約日本全権大使
- 中島淳彥：編劇

## 外部連結
- （日語） 日南市觀光協會 （页面存档备份，存于）
- （日語） 日南商工会議所 （页面存档备份，存于）
- （日語） 日南海岸散步 （页面存档备份，存于）
- （日語） 日南電視台 （页面存档备份，存于）